# Drums Between the Bells
Drums Between the Bells è un album in studio di Brian Eno e Rick Holland pubblicato nel 2011. La versione deluxe di Drums Between the Bells include un disco aggiunto con le versioni strumentali dell'album e un libretto di 44 pagine.
Alla pubblicazione del disco seguirà quella dell'EP Panic of Looking, che prosegue la collaborazione fra i due.

## Il disco
L'album include una serie di sessioni registrate, a partire dal 2003, da Brian Eno con lo scrittore e poeta inglese Rick Holland. Se si escludono, Glitch, stilisticamente vicina alla musica da club e Cloud 4, che segue il formato canzone, lo stile di Drums Between the Bells è incentrato sui testi di Holland, qui recitati da diversi ospiti ed accompagnati da un sottofondo "ambientale". Ogni voce è stata trattata elettronicamente da Eno. Secondo quanto riportato, lo stile di questo lavoro ricorda la musica del cosiddetto "periodo berlinese" di David Bowie.

## Formazione
- Brian Eno - strumentazione elettronica e voce (in Bless This Space, Fierce Aisles Of Light, Dow, Cloud 4 e Breath Of Crows)
- Rick Holland - testi e voce (in Fierce Aisles Of Light)
- Anastasia Afonina - voce (in Fierce Aisles Of Light)
- Aylie Cooke - voce (in The Airman, Sounds Alien e Multimedia)
- Caroline Wildi - voce (in Dreambirds, Seedpods e A Title)
- Elisha Mudly - voce (in The Real)
- Grazyna Goworek - voce (in Glitch)
- Laura Spagnuolo - voce (in Pour It Out)
- Nick Robertson - voce (in Fierce Aisles Of Light)

## Tracce
Testi di Rick Holland, musiche di Brian Eno.
1. Bless This Space – 3:47
2. Glitch – 2:57
3. Dreambirds – 2:25
4. Pour It Out – 3:37
5. Seedpods – 2:49
6. The Real – 6:55
7. The Airman – 3:13
8. Fierce Aisles Of Light – 2:38
9. As If Your Eyes Were Partly Closed As If You Honed The Swirl Within Them And Offered Me The World – 1:38
10. A Title – 3:51
11. Sounds Alien – 2:53
12. Dow – 2:41
13. Multimedia – 1:56
14. Cloud 4 – 1:43
15. Silence – 0:58
16. Breath Of Crows – 6:46